# منتخب النيجر لكرة السلة للسيدات
منتخب النيجر لكرة السلة للسيدات (بالفرنسية: Équipe du Niger de basket-ball féminin) هو ممثل النيجر الرسمي في المنافسات الدولية في كرة السلة للسيدات.